# Ленґ-Косьцельни
Ленґ-Косьцельни (пол. Łęg Kościelny) — село в Польщі, у гміні Дробін Плоцького повіту Мазовецького воєводства.
Населення — 159 осіб (2011).
У 1975-1998 роках село належало до Плоцького воєводства.

## Демографія
Демографічна структура станом на 31 березня 2011 року:
|          | Загалом | Допрацездатний вік | Працездатний вік | Постпрацездатний вік |
| -------- | ------- | ------------------ | ---------------- | -------------------- |
| Чоловіки | 85      | 17                 | 56               | 12                   |
| Жінки    | 74      | 14                 | 38               | 22                   |
| Разом    | 159     | 31                 | 94               | 34                   |